# Jonas Hofmann
Jonas Hofmann (Heidelberg, 14 juli 1992) is een Duits voetballer die doorgaans als rechtsbuiten speelt. Hij verruilde Borussia Mönchengladbach in juli 2023 voor Bayer Leverkusen. Hofmann debuteerde in 2020 in het Duits voetbalelftal.

## Clubcarrière

### 1899 Hoffenheim
Hofmann verruilde op twaalfarige leeftijd de jeugdopleiding van FC Rot voor die van TSG 1899 Hoffenheim. Daarvoor debuteerde hij op zeventienjarige leeftijd in het tweede elftal. Hij speelde vijf wedstrijden voor het tweede elftal, dat uitkwam in de Regionalliga Südwest en scoorde daarin twee keer.

### Borussia Dortmund
In juli 2011 stapte hij transfervrij over naar Borussia Dortmund, waarvoor hij op 16 december 2012 debuteerde in de Bundesliga, tegen zijn ex-club Hoffenheim. Hij verving in de 89e minuut Mario Götze. Hofmann kreeg op 6 april 2013 zijn eerste basisplaats, tegen Augsburg. Jürgen Klopp gunde enkele basisspelers rust door de midweekse confrontaties in de Champions League tegen Málaga CF. Ook doelman Mitchell Langerak en jongelingen Moritz Leitner, Leonardo Bittencourt en Julian Schieber kregen zo hun kans. Augsburg leidde bij rust met 1–2. Zeven minuten na rust bracht Julian Schieber de stand in evenwicht. Meteen na zijn doelpunt voerde Klopp een dubbele wissel uit en haalde hij Leonardo Bittencourt en Moritz Leitner eruit voor Götze en Robert Lewandowski. Acht minuten later scoorde Neven Subotić op aangeven van Götze. In de laatste minuut zette Lewandowski de 4–2 eindstand op het bord, opnieuw op aangeven van Götze. Toch speelde hij in de twee seizoenen vooral voor het tweede elftal, dat uitkwam in de Regionalliga West en later in de 3. Liga. Voor het tweede elftal speelde hij 71 wedstrijden en scoorde hij vijftien keer. Hofmann kreeg op 13 september 2013 een contractverlenging tot medio 2018. 
In het seizoen 2014/15 werd hij een jaar verhuurd aan 1. FSV Mainz 05, waar hij door blessureleed slechts tien wedstrijden speelde en drie keer scoorde. Terug bij Dortmund scoorde hij op op 30 juli in de eerste wedstrijd van het nieuwe seizoen, in de UEFA Europa League-kwalificatiewedstrijd tegen Wolfsberger AC de enige goal van de wedstrijd en daarmee zijn eerste goal voor Dortmund. Op 20 september scoorde hij tegen Bayer 04 Leverkusen ook zijn eerste Bundesliga-goal voor Borussia Dortmund. In de eerste helft van het seizoen 2015/16 kon hij echter niet op een plaats in het basiselftal kon rekenen, waarna hij Dortmund na 19 wedstrijden en twee goals verliet.

### Borussia Mönchengladbach
Hofmann verliet Dortmund in januari 2016 voor Borussia Mönchengladbach. Op 23 januari 2016 debuteerde hij in het elftal van Mönchengladbach in een competitieduel tegen oud-werkgever Borussia Dortmund; als invaller maakte hij tien minuten mee van de wedstrijd (1–3 nederlaag). Hofmann was ook bij Borussia Mönchengladbach  geen vaste basisspeler. In zijn eerste zes volle seizoenen bij de club speelde hij gemiddeld 20 tot 25 competitiewedstrijden per jaar, waarvan ruim 20 procent als invaller. Hij maakte niettemin dermate veel indruk dat hij zich in 2020 voor het eerst mocht melden bij Duits voetbalelftal. 
In het seizoen 2021/22 was hij goed voor twaalf doelpunten en zes assists, met afstand zijn beste seizoen tot dan toe. Hij scoorde dat seizoen tweemaal in wedstrijden tegen SpVgg Greuther Fürth, RB Leipzig en zijn eerste werkgever Hoffenheim. Het seizoen erop haalde hij opnieuw dubbele cijfers qua goals, maar ditmaal ook qua assists. Hij scoorde veertien goals en gaf twaalf assists in 33 wedstrijden. Hij was op 9 oktober 2022 goed voor een hattrick aan assists tegen 1. FC Köln. Op 15 april 2023 was hij tegen Eintracht Frankfurt voor het eerst aanvoerder van Gladbach. Het was zijn laatste seizoen bij Borussia Mönchengladbach, waarvoor hij 214 wedstrijden speelde. Daarin was hij goed voor 48 goals en 51 assists.

### Bayer Leverkusen
In juli 2023 verliet Hofmann Gladbach voor Bayer Leverkusen, dat gecoacht werd door Xabi Alonso. Daar tekende hij een contract voor vijf jaar tot de zomer van 2027. Hij werd gehaald voor een van de twee nummers tien in een 3-4-2-1 opstelling. Hij maakte op 12 augustus in de bekerwedstrijd tegen Teutonia Osnabruck met een doelpunt zijn debuut voor Bayer Leverkusen. Hij begon sterk aan zijn eerste Bundesliga-seizoen bij Bayer Leverkusen, met vijf goals en zeven assists na zijn eerste twaalf wedstrijden. Dat seizoen deed Bayer een serieuze poging naar het kampioenschap, nadat FC Bayern München de vorige elf edities had gewonnen. Eind maart 2024 had Bayer Leverkusen een aanzienlijke voorsprong op Bayern. Op 14 april won hij met Bayer de Bundesliga door Werder Bremen met 5-0 te verslaan. 

## Clubstatistieken

### Beloften
| Seizoen         | Club                 | Competitie           | Competitie | Competitie |
| Seizoen         | Club                 | Competitie           | Wed.       | Dlp.       |
| --------------- | -------------------- | -------------------- | ---------- | ---------- |
| 2010/11         | 1899 Hoffenheim II   | Regionalliga Südwest | 5          | 2          |
| 2011/12         | Borussia Dortmund II | Regionalliga West    | 35         | 10         |
| 2012/23         | Borussia Dortmund II | 3. Liga              | 35         | 5          |
| 2013/14         | Borussia Dortmund II | 3. Liga              | 1          | 0          |
| Totaal senioren | Totaal senioren      | Totaal senioren      | 60         | 14         |

### Senioren
| Seizoen | Club                     | Competitie | Competitie | Competitie | Beker | Beker | Internationaal | Internationaal | Totaal | Totaal |
| Seizoen | Club                     | Competitie | Wed.       | Dlp.       | Wed.  | Dlp.  | Wed.           | Dlp.           | Wed.   | Dlp.   |
| ------- | ------------------------ | ---------- | ---------- | ---------- | ----- | ----- | -------------- | -------------- | ------ | ------ |
| 2012/13 | Borussia Dortmund        | Bundesliga | 3          | 0          | 0     | 0     | 0              | 0              | 3      | 0      |
| 2014/15 | Borussia Dortmund        | Bundesliga | 2          | 0          | 0     | 0     | 0              | 0              | 2      | 0      |
| 2014/15 | → Mainz 05               | Bundesliga | 10         | 3          | 0     | 0     | —              | —              | 10     | 3      |
| 2015/16 | Borussia Dortmund        | Bundesliga | 7          | 1          | 1     | 0     | 6              | 1              | 14     | 2      |
| 2015/16 | Borussia Mönchengladbach | Bundesliga | 8          | 0          | 0     | 0     | 0              | 0              | 8      | 0      |
| 2016/17 | Borussia Mönchengladbach | Bundesliga | 21         | 0          | 3     | 1     | 5              | 1              | 29     | 2      |
| 2017/18 | Borussia Mönchengladbach | Bundesliga | 23         | 0          | 2     | 1     | —              | —              | 25     | 1      |
| 2018/19 | Borussia Mönchengladbach | Bundesliga | 27         | 5          | 2     | 1     | —              | —              | 29     | 6      |
| 2019/20 | Borussia Mönchengladbach | Bundesliga | 24         | 5          | 2     | 0     | 3              | 0              | 29     | 5      |
| 2020/21 | Borussia Mönchengladbach | Bundesliga | 24         | 6          | 4     | 1     | 5              | 1              | 33     | 8      |
| 2021/22 | Borussia Mönchengladbach | Bundesliga | 26         | 12         | 2     | 0     | —              | —              | 28     | 12     |
| 2022/23 | Borussia Mönchengladbach | Bundesliga | 31         | 12         | 2     | 2     | —              | —              | 33     | 14     |
| 2022/23 | Bayer Leverkusen         | Bundesliga | 27         | 5          | 4     | 1     | 7              | 2              | 38     | 8      |
| Totaal  | Totaal                   | Totaal     | 335        | 68         | 27    | 8     | 34             | 5              | 396    | 71     |

## Interlandcarrière
Hofmann speelde vijf wedstrijden voor Duitsland –18 en tien voor Duitsland –21. Hij speelde met deze teams niet op toernooien. Bondscoach Joachim Löw liet hem op 7 oktober 2020 debuteren in het Duits voetbalelftal. Hij mocht die dag na 58 minuten invallen voor Julian Draxler tijdens een oefeninterland tegen Turkije. Löw selecteerde hem met drie interlands achter zijn naam voor het EK 2020, maar door een knieblessure was hij dat toernooi niet in staat om te spelen. Dat gebeurde wel tijdens het WK 2022. In de kwalificatie daarvoor scoorde Hofmann in beide wedstrijden tegen Armenië. Dat waren zijn eerste twee interlanddoelpunten. Na twee invalbeurten in drie groepswedstrijden zat het WK voor zijn team en hem erop.

## Erelijst
| Competitie          |                   |                   |                   |                   |
| Competitie          | Aantal            | Jaren             |                   |                   |
| Borussia Dortmund   | Borussia Dortmund | Borussia Dortmund | Borussia Dortmund | Borussia Dortmund |
| ------------------- | ----------------- | ----------------- | ----------------- | ----------------- |
| Duitse supercup     | 2x                | 2013, 2014        |                   |                   |
| Bayer Leverkusen    |                   |                   |                   |                   |
| Kampioen Bundesliga | 1x                | 2023/24           |                   |                   |
| DFB-Pokal           | 1x                | 2023/24           |                   |                   |
| Duitse supercup     | 1x                | 2024              |                   |                   |

1 Hrádecký  ·
3 Hincapié ·
4 Tah ·
5 Hermoso ·
7 Hofmann ·
8 Andrich ·
10 Wirtz ·
11 Terrier ·
12 Tapsoba ·
13 Arthur ·
14 Schick ·
16 Buendía ·
17 Kovář ·
18 Sarco ·
19 Tella ·
20 Grimaldo ·
21 Adli ·
22 Boniface ·
23 Mukiele ·
24 García ·
25 Palacios ·
30 Frimpong ·
34 Xhaka ·
36 Lomb ·
44 Belocian ·
Coach: Alonso
1 Neuer  ·
2 Rüdiger ·
3 Halstenberg ·
4 Ginter ·
5 Hummels ·
6 Kimmich ·
7 Havertz ·
8 Kroos ·
9 Volland ·
10 Gnabry ·
11 Werner ·
12 Leno ·
13 Hofmann ·
14 Musiala ·
15 Süle ·
16 Klostermann ·
17 Neuhaus ·
18 Goretzka ·
19 Sané ·
20 Gosens ·
21 Gündoğan ·
22 Trapp ·
23 Can ·
24 Koch ·
25 Müller ·
26 Günter ·
Coach: Löw
1 Neuer  ·
2 Rüdiger ·
3 Raum ·
4 Ginter ·
5 Kehrer ·
6 Kimmich ·
7 Havertz ·
8 Goretzka ·
9 Füllkrug ·
10 Gnabry ·
11 Götze ·
12 Trapp ·
13 Müller ·
14 Musiala ·
15 Süle ·
16 Klostermann ·
17 Brandt ·
18 Hofmann ·
19 Sané ·
20 Günter ·
21 Gündoğan ·
22 Ter Stegen ·
23 Schlotterbeck ·
24 Adeyemi ·
25 Bella-Kotchap ·
26 Moukoko ·
Coach: Flick